# Xã Ashland, Quận Stutsman, Bắc Dakota
Xã Ashland (tiếng Anh: Ashland Township) là một xã thuộc quận Stutsman, tiểu bang Bắc Dakota, Hoa Kỳ. Năm 2010, dân số của xã này là 64 người.